# James Gunn
James Francis Gunn Jr. (sinh ngày 5 tháng 8 năm 1966) là một nam nhà làm phim kiêm doanh nhân người Mỹ. Ông bắt đầu sự nghiệp của mình với tư cách là một nhà biên kịch vào giữa những năm 1990, bắt đầu tại Troma Entertainment với Tromeo and Juliet (1997). Sau đó, ông bắt đầu làm đạo diễn, bắt đầu với bộ phim kinh dị - hài Slither (2006), và chuyển sang thể loại siêu anh hùng với Super (2010), Guardians of the Galaxy (2014), Guardians of the Galaxy Vol. 2 (2017), The Suicide Squad (2021), và Guardians of the Galaxy Vol. 3 (2023). In 2022, Warner Bros. Discovery đã thuê Gunn trở thành đồng chủ tịch và đồng giám đốc điều hành của DC Studios. Ông cũng viết kịch bản và đạo diễn phim ngắn The Guardians of the Galaxy Holiday Special (2022) trên Disney+.
Ông cũng viết kịch bản và đạo diễn web series James Gunn's PG Porn (2008–2009) và Peacemaker (2022–nay). Các dự án khác mà Gunn được biết đến là viết cho bản làm lại năm 2004 của Dawn of the Dead (1978) của George A. Romero, viết bản chuyển thể live-action của Scooby Doo (2002), và hậu truyện của nó Scooby-Doo 2: Monsters Unleashed (2004), viết kịch bản và sản xuất phim kinh dị-hành động The Belko Experiment (2016), sản xuất phim siêu anh hùng-kinh dị Brightburn (2019), và đóng góp cho phim hài-tuyển tập Movie 43 (2013) (chỉ đạo phân đoạn "Beezel") và trò chơi điện tử hack-and-slash năm 2012 Lollipop Chainsaw.

## Thời niên thiếu
James Francis Gunn, Jr. sinh ngày 5 tháng 8 năm 1966 tại St. Louis, Missouri, với cha mẹ là James F. Gunn, một luật sư và Leota "Lee" (Hynek). Anh lớn lên giữa St. Louis và Manchester, Missouri. Anh có năm anh chị em — diễn viên Sean, diễn viên kiêm nhà văn chính trị Matt, nhà biên kịch Brian, Patrick và Beth. Cha anh xuất thân từ một gia đình người Ireland nhập cư. Gunn đã nói rằng họ của gia đình anh ban đầu là tên MacGilgunn của người Ireland và nó có nghĩa là "con trai của những người hầu của thần chết"; nó thực sự có nghĩa là "con trai của thanh niên da nâu." Gunn lớn lên theo Công giáo, mặc dù có một phần gốc Do Thái.
Lớn lên, Gunn bị ảnh hưởng bởi những bộ phim kinh phí thấp như Night of the Living Dead và Friday the 13th. Anh ấy đọc các tạp chí như Fangoria và tham dự các buổi chiếu phim thể loại, bao gồm cả Dawn of the Dead gốc tại Nhà hát Tivoli ở St. Louis. Năm 12 tuổi, anh bắt đầu làm phim xác sống 8 mm cùng với các anh trai của mình trong khu rừng gần nhà của họ.
Gunn và các em trai của mình đều theo học tại Trường Trung học Đại học St. Louis của Dòng Tên, nơi anh tốt nghiệp năm 1984. Anh tiếp tục lấy bằng Cử nhân Nghệ thuật tại Đại học Saint Louis. Khi ở Đại học Saint Louis, Gunn đã tạo ra các phim hoạt hình chính trị cho sinh viên của trường hàng tuần, The University News. Gunn nói rằng, vào một thời điểm không xác định trong quá trình học đại học của mình, "Tôi đã theo học hai năm đại học trường điện ảnh tại Loyola Marymount ở Los Angeles. Nhưng lúc đó tôi đã khá thất vọng và phải rời đi. Nhiều năm sau, tôi đã đi học cao học tạiTrường Mỹ thuật thuộc Đại học Columbia nhưng tôi học viết văn xuôi, không phải viết phim." Ông lấy bằng Thạc sĩ Nghệ thuật tại Đại học Columbia năm 1995.

## Sự nghiệp

### Âm nhạc
Khi còn ở St. Louis, Gunn đã lập một ban nhạc có tên là The Icons vào năm 1989, ông góp mặt với vai trò là người hát chính. Nhóm đã phát hành album Mom, We Like It Here on Earth vào năm 1994, và hai ca khúc "Sunday" cùng với "Walking Naked" đã được chọn làm nhạc phim Tromeo and Juliet. The Icons tan rã vào giữa những năm 1990. Gunn vẫn tiếp tục với niềm đam mê âm nhạc với việc sáng tác các ca khúc cho phim Scooby-Doo, Scooby-Doo 2: Monsters Unleashed và Movie 43.

### Phim điện ảnh và truyền hình

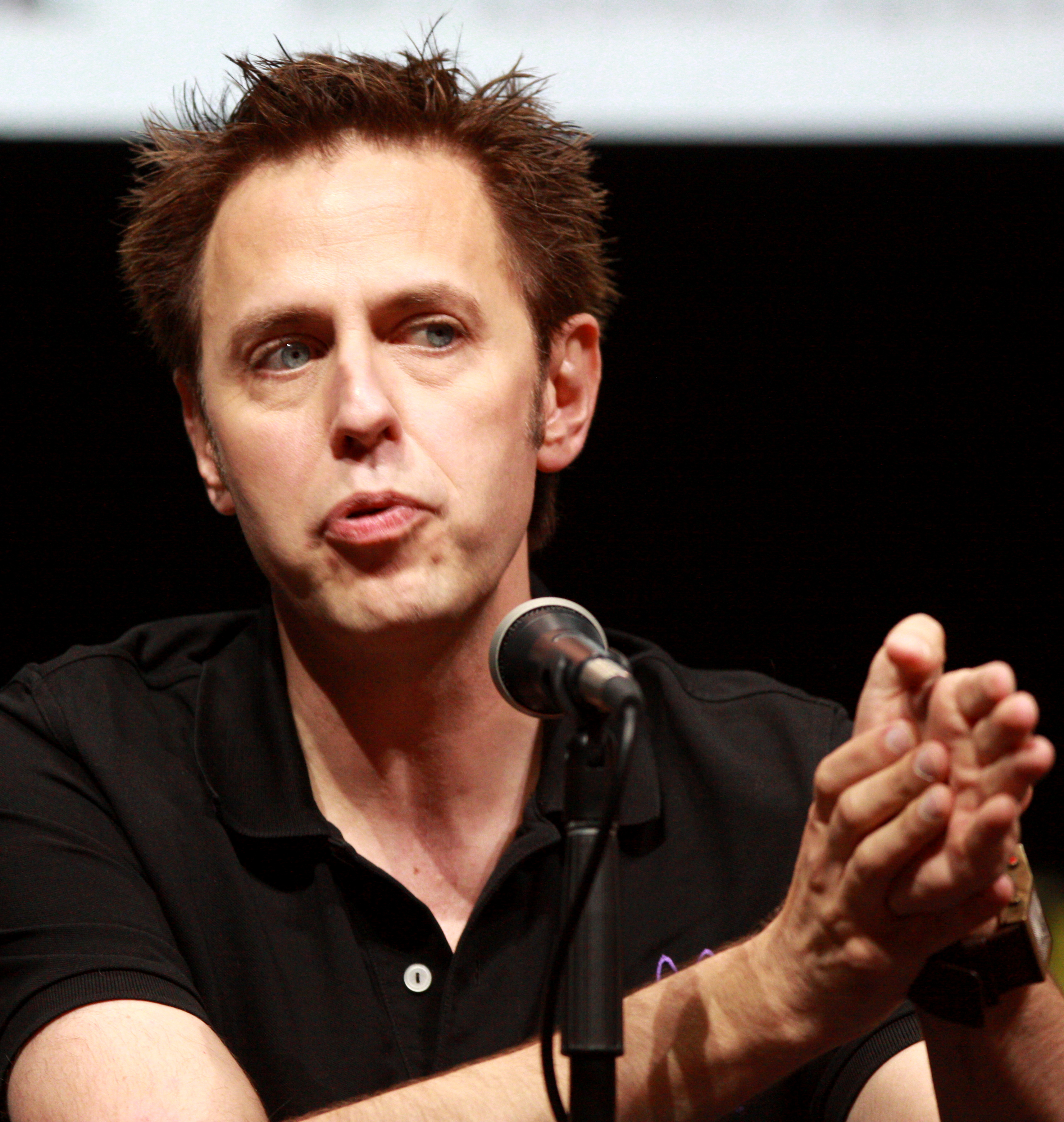
Gunn quảng bá bộ phim Guardians of the Galaxy tại sự kiện San Diego Comic-Con, năm 2013

Gunn bắt đầu sự nghiệp làm phim của mình với công ty Troma Entertainment vào năm 1995 khi ông viết kịch bản cho bộ phim Tromeo and Juliet. Làm việc cùng với người cố vấn Lloyd Kaufman, đồng sáng lập của Troma, Gunn đã học được cách viết kịch bản, sản xuất phim, khảo sát địa điểm, diễn xuất, phối cảnh như tự làm áp phích quảng cáo. Sau khi tham gia vào nhiều dự án phim của Troma, đến năm 2000, Gunn đã lên kịch bản, sản xuất kiêm diễn xuất trong bộ phim hài về siêu anh hùng The Specials, được đạo diễn bởi Craig Mazin cùng sự góp mặt của Rob Lowe, Thomas Haden Church, Paget Brewster, Judy Greer và Jamie Kennedy.
Kịch bản lớn đầu tiên mà Gunn có được tại Hollywood là với bộ phim Scooby-Doo vào năm 2002. Đến năm 2004, ông viết kịch bản cho phiên bản làm lại của phim Dawn of the Dead và phần phim Scooby-Doo 2: Monsters Unleashed. Với hai bộ phim này, Gunn trở thành biên kịch đầu tiên có hai kịch bản phim nằm trong danh sách dẫn đầu phòng vé hai tuần liên tiếp. Cùng năm đó, ông tự sản xuất và tham gia đóng phim tài liệu nhái LolliLove, được đạo diễn và diễn xuất bởi Jenna Fischer, vợ của ông khi đó. Phim đầu tiên ông góp mặt với vai trò là đạo diễn là bộ phim hài kinh dị Slither vào năm 2006, bộ phim sau đó đã lọt vào danh sách 50 Phim Kinh dị Hay nhất của Rotten Tomatoes.
Các dự án tiếp theo của Gunn gồm phim hài ngắn Humanzee!, một bộ phim vốn dĩ đã được dự định sẽ là phim độc quyền nằm trong chuỗi series Horror Meets Comedy của Xbox Live dành cho các phim hài ngắn của các đạo diễn phim kinh dị, nhưng sau đó Sparky and Mikaela đã thế chỗ cho bộ phim này và được trình chiếu trên Xbox Live lần đầu vào ngày 31 tháng 12 năm 2008. Trong một cuộc phỏng vấn tại chương trình Jace Hall vào tháng 4 năm 2009, Gunn đã miêu tả Sparky and Mikaela là một bộ phim "nói về nhóm tội phạm chuyên gây gổ con người [và] gấu mèo và họ đã cùng chiến đấu chống lại tội phạm trong thế giới rừng xanh, giữa những loài động vật lông lá khác và cả trong thế giới loài người."  Gunn cũng có một series phim ngắn chiếu trên trang web Spike.com có tên là James Gunn's PG Porn.
Vào năm 2008, Gunn trở thành giám khảo của chương trình truyền hình thực tế Scream Queens của kênh VH1, trong đó 10 nữ diễn viên vô danh sẽ đấu với nhau để giành lấy vai diễn trong bộ phim Saw VI và ông sẽ là người đạo diễn các thí sinh trong quá trình thực hiện thử thách.
Đến năm 2009, Gunn thông báo ông sẽ viết kịch bản vào đạo diễn bộ phim Pets, một phim hài về một người đàn ông bị bắt cóc bởi những người ngoài hành tinh muốn biến ông thành một thú nuôi trong nhà, bộ phim sẽ có sự góp mặt của Ben Stiller, Stuart Cornfeld và được sản xuất bởi Jeremy Kramer. Tuy nhiên, đến tháng 3 năm 2009, Gunn tuyên bố, "Không may cho Pets là nó chưa được hoàn thành. Tôi phải ra đi. Tôi rời bỏ dự án vì nhiều lý do. Tôi hy vọng bằng cách nào đó bộ phim sẽ được hoàn thành, nhưng sẽ không phải là tôi góp mặt với vai trò là đạo diễn."

Năm 2010, Gunn cho ra mắt Super, một bộ phim siêu anh hùng hài châm biếm với sự tham gia của Rainn Wilson và Ellen Page. Gunn cũng cùng viết kịch bản và đạo diễn bộ phim Guardians of the Galaxy của Marvel Studios, ra mắt vào ngày 1 tháng 8 năm 2014. Em trai của ông, Sean, cũng tham gia trong bộ phim. Gunn hay tham gia vào các vai diễn, chủ yếu là các vai nhỏ trong chính những dự án của mình. Dan Gilroy và Jack Black từng bày tỏ sự không hài lòng về sự phát triển của dòng phim siêu anh hùng, Gunn sau đó đã phản bác lại trên một bài đăng tại Facebook, ông có nói:
Những gì nổi bật dù ở bất cứ lĩnh vực nào cũng luôn bị ghét bỏ bởi những người tự cho mình là tinh hoa... Điều làm tôi hơi khó chịu một chút đó là nhiều người luôn cho rằng vì bạn làm một bộ phim lớn nên bạn sẽ đặt bớt tình yêu và sự quan tâm vào nó hơn những người làm các bộ phim độc lập hoặc những thứ mà họ cho rằng là một bộ phim Hollywood nghiêm túc... Nếu các bạn nghĩ rằng những người làm phim siêu anh hùng là lũ ngốc, hãy đứng ra mà nói thẳng chúng tôi ngốc đi này. Nhưng nếu bạn, một kẻ làm phim độc lập hay một nhà làm phim "nghiêm túc" mà nghĩ rằng bạn đặt nhiều tình yêu vào các nhân vật hơn anh em nhà Russo đã làm với Đội trưởng Mỹ, hay Joss Whedon đã làm với Hulk, hay là tôi đã làm với một con gấu mèo, thì bạn đã sai lầm rồi.

Gunn viết kịch bản và sản xuất bộ phim kinh dị The Belko Experiment, được phát hành vào năm 2017. Sang năm 2016,ông là người đạo diễn cho ba phân cảnh cameo của Stan Lee trong một ngày cho bộ phim Doctor Strange và hai dự án khác không được tiết lộ.
Gunn tiếp tục viết kịch bản và đạo diễn bộ phim Guardians of the Galaxy Vol. 2 (2017). Ông sau đó được chọn để tiếp tục đạo diễn Guardians of the Galaxy phần thứ 3, nhưng vào tháng 7 năm 2018, Disney cắt hợp đồng với Gunn trong vụ việc gây tranh cãi về những dòng tweet của vị đạo diễn này trong quá khứ.

### Các hoạt động nghệ thuật khác
Gunn viết một cuốn tiểu thuyết vào năm 2000 có tên là The Toy Collector, kể về câu truyện của một người đàn ông đã cướp thuốc tại một bệnh viện nọ để bán và lấy tiền tiếp tục chi tiêu cho sở thích sưu tầm đồ chơi của ông. Vào năm 1998, ông và chủ tịch của công ty Troma là Lloyd Kaufman đồng sáng tác cuốn sách All I Need to Know about Filmmaking I Learned from the Toxic Avenger, kể về những trải nghiệm của ông cùng với Kaufman khi làm việc tại Troma. Ông cũng viết nội dung cho video game Lollipop Chainsaw của Grasshopper Manufacture.

### Những mẩu tweet gây tranh cãi và bị Disney sa thải
Tháng 7 năm 2018, trong lần phản ứng lại những chỉ trích công khai của Gunn dành cho tổng thống Donald Trump, nhà lý thuyết âm mưu đúng - sai Mike Cernovich đã dành sự chú ý đến những mầu tweet mà Gunn đã viết trong giai đoạn từ 2008 đến 2012, có nội dung đùa cợt về chủ đề hiếp dâm và lạm dụng tình dục ở trẻ em.
Giữa tâm bão của cuộc chỉ trích nhắm vào những dòng tweet này, Disney chấm dứt hợp đồng với Gunn. Ông bị sa thải khỏi vị trí đạo diễn của bộ phim Guardians of the Galaxy Vol. 3 sắp được ra mắt; ông cũng không còn được giữ vai trò lên kế hoạch xây dựng "Vũ trụ Rộng lớn" của Marvel nữa. Gunn phản ứng lại về việc này rằng: "Tôi đã rất hối tiếc [về những lời đùa cợt] trong suốt nhiều năm kể từ đó. [...] Dù không ai quan tâm về việc chuyện đó đã qua từ rất lâu rồi, tôi vẫn hiểu và chấp nhận quyết định đã được đưa ra vào ngày hôm nay. Dù nhiều năm nữa trôi qua, tôi cũng hoàn toàn chịu trách nhiệm về những hành động mà tôi đã làm khi ấy. Tất cả những gì tôi có thể làm lúc này [là bày tỏ] sự hối hận từ tận đáy lòng mình [...] Tới những người hoạt động trong cùng lĩnh vực và tất cả những người khác, một lần nữa tôi gửi lời xin lỗi chân thành nhất."
Quyết định của Disney sau đó đã vấp phải sự chỉ trích của rất nhiều người nổi tiếng và các nhà báo, trong đó bao gồm các diễn viên Dave Bautista, Selma Blair, Patton Oswalt, David Dastmalchian, Michael Ian Black, Mikaela Hoover và Mike Colter, đạo diễn Joe Carnahan và Fede Alvarez, họa sĩ truyện tranh Jim Starlin, nhạc sĩ Rhett Miller, diễn viên hài Jim Jeffries, nhà sản xuất của chương trình Rick and Morty Justin Roiland, nhà báo David A. French và Cenk Uygur, và cả người sáng lập và chủ tịch của Troma Entertainment, ông Lloyd Kaufman. Bobcat Goldthwait, diễn viên lồng tiếng từng tham gia bộ phim Hercules của Disney vào năm 1997, phản ứng lại sự vụ này bằng việc yêu cầu Disney bỏ đi giọng lồng tiếng sắp tới của ông khỏi một điểm vui chơi dựa trên bộ phim tại công viên Disneyland.
Một loạt các phương tiện truyền thông cũng lên án quyết định của Disney, trong đó có Collider, Cartoon Brew, The Daily Dot, The Independent, National Review, MovieWeb và Vulture. Một cuộc lấy chữ ký trên mạng với mong muốn Disney ký lại hợp đồng với Gunn đã nhận được hơn 360,000 chữ ký.
Vào ngày 30 tháng 7 năm 2018, dàn diễn viên của Guardians of the Galaxy gồm Chris Pratt, Zoe Saldana, Dave Bautista, Bradley Cooper, Vin Diesel, Sean Gunn, Karen Gillan, Pom Klementieff, và Michael Rooker cũng đăng tải một thông điệp chung thông qua mạng xã hội để bày tỏ sự ủng hộ của họ đối với Gunn.

## Đời sống cá nhân
Gunn kết hôn với nữ diễn viên Jenna Fischer vào ngày 7 tháng 10 năm 2000, trong một sự kiện mà tờ báo địa phương của Gunn cho biết người làm lễ cho hay người chính là Lloyd Kaufman, nhưng sau đó Gunn đã đính chính lại rằng không phải như vậy: "Họ nói rằng tôi được làm lễ bởi Lloyd Kaufman, nhưng điều này không đúng. Anh ấy chỉ có mặt tại đám cưới và có một bài phát biểu mà thôi." Gunn và Fischer trước đó lần đầu gặp nhau tại St. Louis thông qua người em Sean Gunn, anh cũng đã từng chơi với Fischer hồi học trung học. Sau 7 năm chung sống, Gunn và Fischer cùng tuyên bố rằng họ đã ly thân vào ngày 5 tháng 7 năm 2007, sau đó họ ly dị vào năm 2008. Đến năm 2010, Fischer thuyết phục Gunn hãy tuyển Rainn Wilson, người đóng cặp với cô trong phim truyền hình The Office, trong bộ phim Super của Gunn.
Gunn được nuôi dưỡng trong một gia đình theo đạo La Mã và ông đã từng nhắc đến việc cầu nguyện đã đóng góp một phần quan trọng thế nào trong cuộc đời mình, nhưng ông cũng cho biết rằng ông "theo một cách nào đó, là người vô thần".
Gunn giải thích cách nhìn nhận của mình rõ ràng hơn vào năm 2016: "Quan điểm cá nhân của tôi cho rằng điều đó đóng góp một giá trị về tinh thần đối với cuộc sống của một số người và tôi nghĩ rằng niềm tin vào Chúa có thể là một điều tốt với nhiều người [...] Tôi không thích những kiểu niềm tin về tôn giáo một cách độc nhất, nó là kiểu tôn giáo nói rằng bạn sẽ bị nguyền rủa dưới địa ngục hoặc bạn sẽ không được cứu rỗi vì bạn không tin vào những điều mà tôi tin. Tôi cho rằng niềm tin và sự tin tưởng về những giá trị tinh thần là một điều rất, rất cá nhân và nếu tôi áp đặt những điều tôi tin tưởng với tất cả mọi người khác thì điều đó thật không công bằng tới cá nhân mỗi người, và tôi thật sự ghét nó."

## Danh sách phim

### Điện ảnh
| Năm  | Tiêu đề                          | Đạo diễn | Biên kịch | Nhà sản xuất  | Ghi chú                      |
| ---- | -------------------------------- | -------- | --------- | ------------- | ---------------------------- |
| 1997 | Tromeo and Juliet                | Hợp tác  | Có        | Không         |                              |
| 2000 | The Specials                     | Không    | Có        | Hợp tác       |                              |
| 2002 | Scooby-Doo                       | Không    | Có        | Không         |                              |
| 2004 | Dawn of the Dead                 | Không    | Có        | Không         |                              |
| 2004 | Scooby-Doo 2: Monsters Unleashed | Không    | Có        | Đồng sản xuất |                              |
| 2006 | Slither                          | Có       | Có        | Không         | Ra mắt vai trò đạo diễn phim |
| 2010 | Super                            | Có       | Có        | Không         |                              |
| 2014 | Guardians of the Galaxy          | Có       | Có        | Không         |                              |
| 2016 | The Belko Experiment             | Không    | Có        | Có            |                              |
| 2017 | Guardians of the Galaxy Vol. 2   | Có       | Có        | Không         |                              |
| 2019 | Brightburn                       | Không    | Không     | Có            | [ 74 ]                       |
| 2021 | The Suicide Squad                | Có       | Có        | Không         |                              |
| 2023 | Guardians of the Galaxy Vol. 3   | Có       | Có        | Không         | Hậu kỳ                       |
| TBA  | Coyote vs. Acme                  | Không    | Có        | Có            | Hậu kỳ                       |

Giám đốc sản xuất
| Năm  | Tiêu đề                | Ghi chú                           |
| ---- | ---------------------- | --------------------------------- |
| 2004 | LolliLove              | Cũng không được công nhận nhà văn |
| 2018 | Avengers: Infinity War | Cũng có đối thoại bổ sung         |
| 2019 | Avengers: Endgame      |                                   |

Vai trò khác
| Năm  | Tiêu đề                | Vai trò |
| ---- | ---------------------- | --- |
| 1996 | Tromeo and Juliet      | Điều hành phụ trách sản xuất                                                                                                 |
| 1999 | Terror Firmer          | Lấy cảm hứng từ cuốn sách "All I Need to Know about Filmmaking I learned from the Toxic Avenger" của anh ấy và Lloyd Kaufman |
| 2001 | Thirteen Ghosts        | Viết bổ sung không được công nhận                                                                                            |
| 2013 | Thor: The Dark World   | Giám đốc đơn vị hai: cảnh mid-credit                                                                                         |
| 2016 | Doctor Strange         | Đạo diễn chưa được công nhận: Cảnh khách mời của Stan Lee                                                                    |
| 2017 | Spider-Man: Homecoming | Đạo diễn chưa được công nhận: Cảnh khách mời của Stan Lee                                                                    |

Phim ngắn
| Năm  | Tiêu đề          | Đạo diễn | Biên kịch | Sản xuất | Ghi chú       |
| ---- | ---------------- | -------- | --------- | -------- | ------------- |
| 1997 | Hamster PSA      | Có       | Có        | Không    |               |
| 2004 | Tube             | Không    | Có        | Không    |               |
| 2008 | Sparky & Mikaela | Có       | Có        | Có       | Web short     |
| 2008 | Humanzee!        | Có       | Có        | Có       | Web short     |
| 2013 | Beezel           | Có       | Có        | Không    | Đoạn Movie 43 |

Diễn xuất
| Năm  | Tiêu đề                                        | Vai diễn                      | Ghi chú                                     |
| ---- | ---------------------------------------------- | ----------------------------- | ------------------------------------------- |
| 1996 | Tromeo and Juliet                              | Found a peanut father         |                                             |
| 2000 | The Specials                                   | Minute Man                    |                                             |
| 2000 | Citizen Toxie: The Toxic Avenger IV            | Doctor Flem Hocking           |                                             |
| 2003 | Doggie Tails, Vol. 1: Lucky's First Sleep-Over | Riley                         | Direct-to-video                             |
| 2003 | The Ghouls                                     | Detective Cotton              |                                             |
| 2003 | Melvin Goes to Dinner                          | Scott                         |                                             |
| 2004 | LolliLove                                      | James                         |                                             |
| 2006 | Slither                                        | Hank                          | Không được công nhận                        |
| 2008 | Humanzee!                                      | James                         | Web short                                   |
| 2010 | Super                                          | Demonswill                    |                                             |
| 2014 | Guardians of the Galaxy                        | Maskless Sakaaran, Baby Groot | Cũng là diễn viên CGI trong cảnh end-credit |
| 2017 | Guardians of the Galaxy Vol. 2                 | Baby Groot                    |                                             |

### Truyền hình
| Năm          | Tiêu đề                                     | Đạo diễn | Biên kịch | Giám đốc sản xuất | Sáng tạo | Ghi chú              |
| ------------ | ------------------------------------------- | -------- | --------- | ----------------- | -------- | -------------------- |
| 1997–2000    | The Tromaville Café                         | Có       | Có        | Không             | Có       |                      |
| 2008–2009    | James Gunn's PG Porn                        | Có       | Có        | Có                | Có       | Web series           |
| 2022–present | Peacemaker                                  | Có       | Có        | Có                | Có       | Đạo diễn 5 tập       |
| 2022         | I Am Groot                                  | Không    | Không     | Có                | Không    | Loạt phim ngắn       |
| 2022         | The Guardians of the Galaxy Holiday Special | Có       | Có        | Có                | Có       | Truyền hình đặc biệt |
| TBA          | Untitled Amanda Waller series               | Không    | Không     | Có                | Không    |                      |

Diễn xuất
| Năm       | Tiêu đề                                    | Vai diễn                     | Ghi chú       |
| --------- | ------------------------------------------ | ---------------------------- | ------------- |
| 1997      | Sgt. Kabukiman Public Service Announcement | Insane Masturbator           | TV short      |
| 1997–2000 | The Tromaville Café                        | Mike the Crazy Boom Guy      |               |
| 2008–2009 | James Gunn's PG Porn                       | Various roles                | Web series    |
| 2013      | Holliston                                  | John Anguish                 | Tập "Honesty" |
| 2015      | Con Man                                    | Raaker 2.0                   | Web series    |
| 2022      | Harley Quinn                               | Chính mình (lồng tiếng)      | 2 tập         |
| 2022      | I Am Groot                                 | Đồng hồ đeo tay (lồng tiếng) | Khách mời     |

### Trò chơi điện tử
| Năm  | Tiêu đề           | Vai diễn                 |
| ---- | ----------------- | ------------------------ |
| 2012 | Lollipop Chainsaw | Writer                   |
| 2013 | LocoCycle         | Actor: Big Arms Chairman |

## Các giải thưởng và đề cử
| Năm  | Giải thưởng                     | Hạng mục                                                                                 | Tên phim                                             | Kết quả   |
| ---- | ------------------------------- | ---------------------------------------------------------------------------------------- | ---------------------------------------------------- | --------- |
| 2005 | Bram Stoker Award               | Kịch bản hay nhất                                                                        | Dawn of the Dead                                     | Đề cử     |
| 2006 | Chainsaw Award                  | Số người chết nhiều nhất                                                                 | Slither                                              | Đoạt giải |
| 2007 | Saturn Award                    | Giải thưởng dành cho nhà làm phim                                                        | Slither                                              | Đoạt giải |
| 2014 | Giải Mâm xôi vàng               | Kịch bản tệ nhất                                                                         | Movie 43 (shared with co-writers)                    | Đoạt giải |
| 2014 | Giải Mâm xôi vàng               | Đạo diễn tệ nhất                                                                         | Movie 43 (shared with co-directors)                  | Đoạt giải |
| 2015 | Writers Guild of America Awards | Kịch bản được điều chỉnh tốt nhất                                                        | Guardians of the Galaxy (shared with Nicole Perlman) | Đề cử     |
| 2015 | Hollywood Film Awards           | Phim bom tấn của năm                                                                     | Guardians of the Galaxy                              | Đoạt giải |
| 2015 | Critics' Choice Awards          | Phim Hành động xuất sắc nhất                                                             | Guardians of the Galaxy                              | Đoạt giải |
| 2015 | Saturn Award                    | Phim chuyển thể từ Comic có Hiệu ứng Hình ảnh Xuất sắc nhất Comic-to-Film Motion Picture | Guardians of the Galaxy                              | Đoạt giải |
| 2015 | Saturn Award                    | Đạo diễn xuất sắc nhất                                                                   | Guardians of the Galaxy                              | Đoạt giải |
| 2015 | Saturn Award                    | Kịch bản xuất sắc nhất                                                                   | Guardians of the Galaxy (shared with Nicole Perlman) | Đề cử     |

## Sách
| Năm  | Tiêu đề                                                              | Ghi chú                          |
| ---- | -------------------------------------------------------------------- | -------------------------------- |
| 1998 | All I Need to Know about Filmmaking I Learned from the Toxic Avenger | Đồng sáng tác cùng Lloyd Kaufman |
| 2000 | The Toy Collector                                                    |                                  |
| 2003 | Make Your Own Damn Movie: Secrets of a Renegade Director             | Chỉ viết lời giới thiệu          |